# Inuktun
Inuktun (Groenlandès: Avanersuaq) és la llengua d'unes 1,000 persones, que viuen en el nord-oest de Groenlàndia, a la vila de Qaanaaq, i en altres poblacions. Tots els parlants d'Inuktun també parlen Kallalisut, i alguns fins i tot anglès. A més del poble de Qaanaaq, l'Inuktun també es parla en les poblacions de Muriuhaq, Hiurapaluk, Qikiqtat, Qikiqtarhuaq, i Havighivik. Aquesta llengua va ser descoberta pels exploradors Knud Rasmussen i Peter Freuchen, que van viatjar a través del nord de Groenlàndia, l'any 1910. L'Inuktun no és ensenyat a les escoles. Tanmateix, la major part dels habitants de Qaanaaq i dels pobles dels voltants, fent servir l'Inuktun en la seva comunicació diària. És una llengua eskimo-aleutiana.